# توني أيرز
توني أيرز (بالإنجليزية: Tony Ayers)‏ هو موظف مدني أسترالي، ولد في 16 سبتمبر 1933، وتوفي في 11 أبريل 2016.